# 欧仁·穆然
欧仁·穆然（法語：Eugène Mougin，1852年11月17日—1923年12月28日），法国男子射箭运动员。他曾代表法国参加1900年夏季奥林匹克运动会射箭比赛，获得一枚金牌。他于1923年在巴黎去世。